# Juegos Olímpicos de Squaw Valley 1960
Los Juegos Olímpicos de Squaw Valley 1960, oficialmente conocidos como VIII Juegos Olímpicos de Invierno, fueron un evento multideportivo internacional celebrado en Squaw Valley, en el estado de California en Estados Unidos, entre el 18 y el 28 de febrero de 1960. Fue elegida en la Sesión del COI de 1955. Dada la escasez de infraestructuras la ciudad se vio sometida a una gran transformación con la construcción de carretera, hoteles, restaurantes, puentes e instalaciones deportivas como el palacio de hielo, la pista de patinaje de velocidad y el trampolín de saltos.
Las ceremonias de inauguración y clausura fueron producidas por Walt Disney. Estos Juegos fueron los primeros en los que los deportistas tuvieron a su disposición una villa olímpica, así como los primeros en los que se utilizaron ordenadores para el control de los resultados (cortesía de IBM). Las pruebas de bobsleigh no se celebraron por primera y única vez puesto que el comité organizador consideró que las instalaciones para tal prueba eran demasiado costosas. Las mujeres hicieron su debut en las pruebas de patinaje de velocidad.

## Antorcha Olímpica
Del 31 de enero al 18 de febrero, 700 relevistas llevaron la antorcha olímpica en un recorrido de 960 kilómetros que comenzó en Noruega (Morgedal - Oslo) y luego atravesó el estado estadounidense de California (Los Ángeles - Fresno - Squaw Valley). Sería la última vez que la antorcha de las olimpiadas invernales fuera encendida en Noruega (Hasta la antorcha no oficial de Lillehammer 1994).

## Deportes

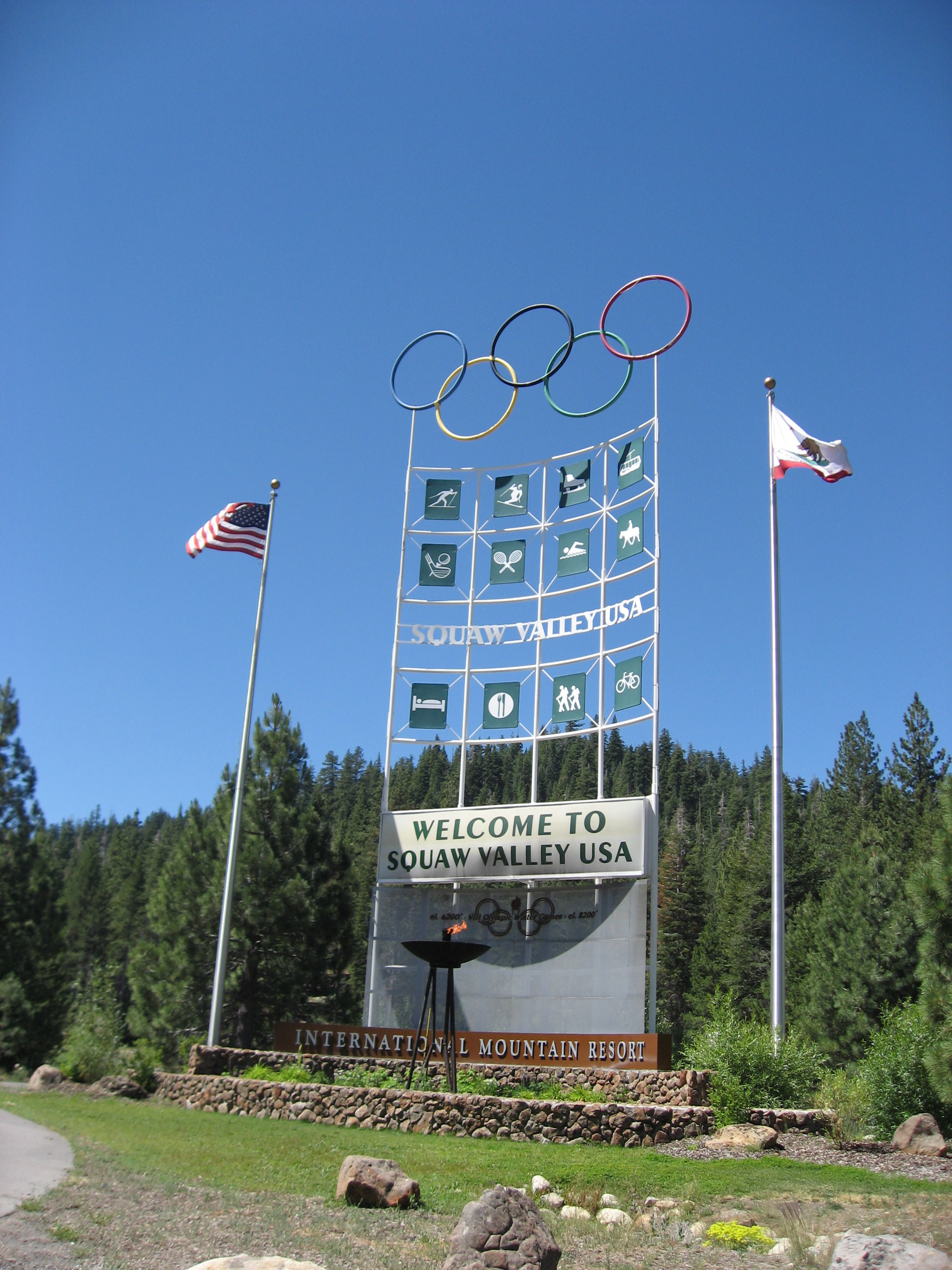
Recuerdo de los Juegos Olímpicos en el exterior de la villa olímpica de Squaw Valley.

| - Biatlón - Combinada nórdica - Esquí alpino - Esquí de fondo |  | - Hockey sobre hielo - Patinaje artístico - Patinaje de velocidad - Saltos de esquí |

## Países participantes
Alemania, Argentina, Australia, Austria, Bulgaria, Canadá, Checoslovaquia, Chile, Corea del Sur, Dinamarca, España, Estados Unidos, Finlandia, Francia, Hungría, Islandia, Israel, Italia, Japón, Líbano, Liechtenstein, Noruega, Nueva Zelanda, Países Bajos, Polonia, Reino Unido, Sudáfrica, Suecia, Suiza, Turquía y la Unión Soviética.
Sería la única olimpiada invernal de Sudáfrica durante el Apartheid.

## Medallas
| Juegos Olímpicos de Invierno de 1960 |                               |     |       |        |       |
| Pos.                                 | País                          | Oro | Plata | Bronce | Total |
| 1                                    | Unión Soviética               | 7   | 5     | 9      | 21    |
| 2                                    | Equipo Unificado de Alemania¹ | 4   | 3     | 1      | 8     |
| 3                                    | Estados Unidos                | 3   | 4     | 3      | 10    |
| 4                                    | Noruega                       | 3   | 3     | 0      | 6     |
| 5                                    | Suecia                        | 3   | 2     | 2      | 7     |
| 6                                    | Finlandia                     | 2   | 3     | 3      | 8     |
| 7                                    | Canadá                        | 2   | 1     | 1      | 4     |
| 8                                    | Suiza                         | 2   | 0     | 0      | 2     |
| 9                                    | Austria                       | 1   | 2     | 3      | 6     |
| 10                                   | Francia                       | 1   | 0     | 2      | 3     |

(¹) Atletas provenientes de la RDA y la RFA compitieron juntos como el "Equipo Unificado de Alemania". Este equipo combinado apareció en los Juegos Olímpicos de Invierno de 1956, 1960 y 1964.